# Legend Pareta
Legend Pareta, né le 8 septembre 1996, est un footballeur international cookien. Il évolue au poste de milieu de terrain au Metro FC.

## International
Il dispute son premier match avec sa sélection en août 2015, lors d'une rencontre comptant pour les éliminatoires de la Coupe du monde 2018.